# 海米·魏斯
亨利·厄爾·J·沃伊切霍夫斯基（Henry Earl J. Wojciechowski，1898年1月25日—1926年10月11日），也被稱為海米·魏斯（Hymie Weiss），是一名波蘭裔美國黑幫老大，他成為禁酒令時期的北邊幫領導人，也是艾爾·卡彭的激烈競爭對手。他被稱為是「艾爾·卡彭唯一怕過的人」。

## 早年
魏斯出生於波蘭，父親是Walenty S. Wojciechowski，母親是Mary Bruszkiewicz。他有五個兄弟姐妹，分別是Bernard、Frederick、Violet和Joseph，其中一個在嬰兒時期去世。在他的職業生涯後期，他被取綽號為「海米」（Hymie）和「波蘭人海米」（Hymie the Pole）。他是個天主教徒，盡管有「猶太深度」的外號（他帶著玫瑰經和聖經）。少年時，魏斯變成一個小罪犯。他在年輕時在一次拙劣的盜竊案中打翻了一個香水貨架，之後警方稱他為「香水大盜」。他結識過愛爾蘭裔美國人狄恩·歐班寧。歐班寧與魏斯和喬治·「瘋子」·莫蘭一起建立了北邊幫，該幫派是一個最終控制了芝加哥北部地區的私酒生意和其他非法活動的犯罪組織。

## 個性
1926年，當魏斯的兄弟Fred被問到關於他的情況時，他回答說：「二十年來我只見過他一次...那是六年前他向我開槍的時候」。當攝影師們試圖拍下魏斯的快照時，魏斯會向他們瞪著眼睛，低聲說：「你給我拍照的話，我就會殺掉你」。
有一次，魏斯用槍威脅趕走一名美國副法警，該副法警在他參加的一個派對上以違反曼恩法為理由前來逮捕一位朋友。法警帶著增援部隊回來，逮捕了這位朋友，並沒收了一批酒和武器。突擊搜查結束後，魏斯提出訴訟，要求追回他聲稱法警們偷來的絲綢襯衫和襪子；政府的指控和訴訟都沒有結果。

## 被殺害
1926年10月11日，魏斯的盟友Joseph Saltis的謀殺案審判開始，而魏斯與他的四名手下在那裡被看見到。那天，與他在一起的是他的保鏢Sam Pellar、黑幫Paddy Murray、律師William W. O'Brien和Benjamin Jacobs（為O'Brien工作的調查員）。當天下午4點，魏斯和他的人出發前往他們的州街總部「Schofield's Flowers」。五人將車停在Superior街，繞過街角穿過州街。就在這時，兩名藏在附近一間房舍裡的槍手用衝鋒槍和霰彈槍向他們開火。魏斯和Murray被這第一槍致命擊傷。William O'Brien被擊中四次，並踉踉蹌蹌地跑到附近的樓梯間。在最初的槍聲響起時，驚慌的Sam Pellar拔出了他的.38手槍，本能地對著槍手的方向開了一槍（這顆子彈無意間擊中了倒在人行道上的魏斯）。Pellar和Jacobs都受了傷，他們踉踉蹌蹌地往回走。子彈一路向他們發射，有些子彈直接把對面的聖名主教座堂的基石打碎了。
魏斯被埋葬在伊利諾伊州希爾賽德的卡梅爾山公墓，這裡也是艾爾·卡彭和狄恩·歐班寧被埋葬的地方。

## 流行文化
- 1931年：電影《人民公敵》中，詹姆斯·卡格尼飾演的角色是基於魏斯和芝加哥黑社會人物狄恩·歐班寧而成的。[2]
- 1962年：電視劇《鐵面無私（英语：The Untouchables (1959 TV series)）》的單集「The Canada Run」中，由傑納·羅斯（英语：Gene Roth）飾演魏斯。
- 1967年：電影《情人節大屠殺》中，由里德·哈德利（英语：Reed Hadley）飾演魏斯。
- 1975年：電影《卡彭》中，由約翰·戴維斯·錢德勒（英语：John Davis Chandler）飾演魏斯。
- 2012年至2013年：電視劇《酒私風雲》第3季和第4季中，由威爾·雅諾維茨（英语：Will Janowitz）飾演魏斯。

## 深入閱讀
- Asbury, Herbert. Gem of the Prairie: An Informal History of the Chicago Underworld. DeKalb, IL: Northern Illinois University Press, 1986. 353-58.
- Keefe, Rose. Guns and Roses: The Untold Story of Dean O'Banion, Chicago's Big Shot before Al Capone. Cumberland House, 336 pgs, ISBN 1-58182-378-9

## 外部連結
- 在Find a Grave上的海米·魏斯
- Earl "Hymie" Weiss （页面存档备份，存于）
- HymieWeiss.com